# 함부르크 항

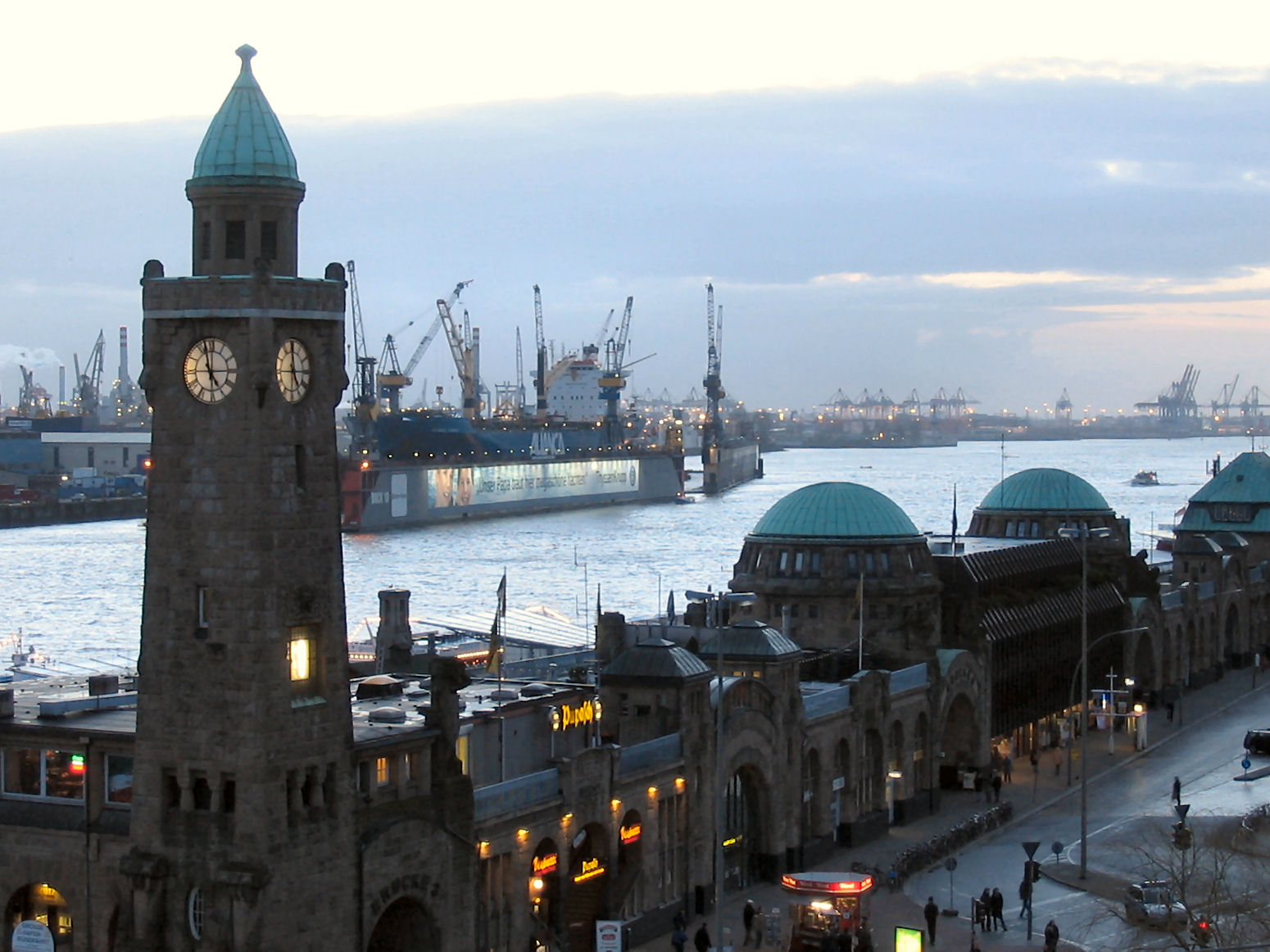
함부르크 항

함부르크 항(독일어: Hamburger Hafen)은 함부르크의 엘베강을 따라 하구에서 약 100km에 위치한 독일 최대의 항구이다.